# Gerco Schröder
Gerco Bernardus Schröder (Tubbergen, 28 de julio de 1978) es un jinete neerlandés que compitió en la modalidad de salto ecuestre.
Participó en tres Juegos Olímpicos de Verano, obteniendo dos medallas de plata en Londres 2012, en las pruebas individual y por equipos (junto con Jur Vrieling, Maikel van der Vleuten y Marc Houtzager), el cuarto lugar en Atenas 2004 y el cuarto en Pekín 2008, en la prueba por equipos.
Ganó dos medallas de oro en el Campeonato Mundial de Saltos Ecuestres, en los años 2006 y 2014, y tres medallas en el Campeonato Europeo de Saltos Ecuestres entre los años 2005 y 2015.

## Palmarés internacional
| Juegos Olímpicos   | Juegos Olímpicos        | Juegos Olímpicos  | Juegos Olímpicos |
| Año                | Lugar                   | Medalla           | Categoría        |
| ------------------ | ----------------------- | ----------------- | ---------------- |
| 2012               | Londres (Reino Unido)   | Medalla de plata  | Individual       |
| 2012               | Londres (Reino Unido)   | Medalla de plata  | Por equipos      |
| Campeonato Mundial |                         |                   |                  |
| Año                | Lugar                   | Medalla           | Categoría        |
| 2006               | Aquisgrán (Alemania)    | Medalla de oro    | Por equipos      |
| 2014               | Caen (Francia)          | Medalla de oro    | Por equipos      |
| Campeonato Europeo |                         |                   |                  |
| Año                | Lugar                   | Medalla           | Categoría        |
| 2005               | San Patrignano (Italia) | Medalla de bronce | Por equipos      |
| 2007               | Mannheim (Alemania)     | Medalla de oro    | Por equipos      |
| 2015               | Aquisgrán (Alemania)    | Medalla de oro    | Por equipos      |